# Pauline Moulène
Pour les articles homonymes, voir Moulène.
Pauline Moulène, née le 23 juillet 1978 à Rodez est une actrice française.

## Biographie
Après le cours Florent, Pauline Moulène intègre la 62e promotion de l'ENSATT (ancienne école de la rue Blanche). À sa sortie d'école, elle est engagée dans la troupe permanente de la Comédie de Valence sous la direction de Philippe Delaigue et Christophe Perton avec lesquels elle travaille notamment sur Bérénice.
Elle rejoint la troupe de comédiens permanents de la Comédie de Valence à l'automne 2003. Elle quitte la troupe en 2010 et joue à la Comédie-Française dans La Folie d'Héraclès mise en scène par Christophe Perton. En 2011, elle joue dans Juste la fin du monde, mise en scène par Samuel Theis et enregistre de nombreuses fictions pour France Culture.

## Filmographie

### Longs métrages
- 2010 : The Man I Love de Christophe Perton
- 2012 : L'Air de rien de Grégory Magne et Stéphane Viard : l'animatrice radio
- 2020 : Les Parfums de Grégory Magne

### Séries télévisées
- 1999 : Madame le Proviseur de Jean-Marc Seban

## Doublage

### Cinéma

#### Films
- 2018 : Mamma Mia! Here We Go Again : Tanya jeune (Jessica Keenan Wynn)
- 2019 : Godzilla 2 : Roi des monstres : Lieutenant Griffin (Elizabeth Ludlow)
- 2022 : Top Gun : Maverick : ? (?)
- 2022 : Thor: Love and Thunder : ? (?)
- 2023 : Scream 6 : ? (?)
- 2023 : 65 : La Terre d'avant : voix de synthèse du vaisseau [Qui ?]
- 2023 : Agent Stone : ? (?)
- 2024 : Sonic 3, le film : ? (?)

#### Films d'animation
- 2021 : Les Mitchell contre les machines : Hayley Posey
- 2021 : Tous en scène 2 : Linda Lebon
- 2022 : Buzz l'Éclair : I.V.A.N.[1]
- 2022 : Green Lantern: Beware My Power : Hawkgirl
- 2023 : Élémentaire : voix additionnelles

### Télévision

#### Téléfilms
- 2018 : Un Noël décisif : Bethany (Rachel Rhodes Devey)
- 2019 : Ma fille dans les bras d'un tueur : Nancy (Heather McComb)
- 2022 : Sur les traces de ma sœur : Dr Michealson (Elly Han)

#### Séries télévisées
- 2017 : Braquage à la suédoise (sv) : Siri (Lena Philipsson)
- 2023 : La Mort à nu (en) : Tina Harper (Lauren O'Rourke)
- 2023 : Parlement : Ilsa [Qui ?] (saison 3)
- 2024 : Je peux te dire un secret ? : Sirin [Qui ?] (mini-série)
- 2024 : Ni una más : ? (?) (mini-série)

## Théâtre
- 2003 : Andromaque et Bérénice, mise en scène Philippe Delaigue,
- 2004 : Douleur au membre fantôme de Annie Zadek, mise en scène Christophe Perton,
- 2004 : L'Infusion de Pauline Sales, mise en scène Richard Brunel,
- 2005 : Cartel 2 mise en espace mise en espace par Michel Raskine et Philippe Delaigue.
- 2006 : Tant que le ciel est vide, création collective, mise en scène Philippe Delaigue
- 2007 : Hop là, nous vivons ! de Ernst Toller, mise en scène Christophe Perton
- 2007 : Don Juan de Molière, mise en scène Yann-Joël Collin
- 2008 : Par les villages de Peter Handke, mise en scène Olivier Werner
- 2009 : Rien d’humain de Marie NDiaye, mise en scène Olivier Werner
- 2012 : Les Liaisons dangereuses de Choderlos de Laclos, mise en scène John Malkovich, théâtre de l'Atelier
- 2013 : La main assassine de Caroline Leforestier, avec Christophe Reymond